# رؤوف الكبيسي
رؤوف بك بن محمد سعيد جلبي الكبيسي ولد في مدينة كبيسة عام 1886.
بعد أن تخرج من الكلية الحربية في إسطنبول في العام 1911، انضم رؤوف بك الكبيسي إلى الجمعية العربية الفتاة متأثرا بأحداث عام 1908، للمطالبة بالحكم الذاتي للأقاليم العربية ثم الاستقلال التام عن السيطرة العثمانية.
عمل ضابطا في الدرك في بغداد وحارب القوات البريطانية الغازية ثم تحول لقتال الأتراك بسبب سياسات رجالاتها العنصرية ضد العرب. ومن دير الزور، أتخذ هو ورفاقه من الضباط الآخرين مركزا للثورة ومقرا للتواصل مع رؤساء العشائر في غرب العراق. وقد شارك في الثورة العربية الكبرى عام 1916.
وقد وفرت عائلة رؤوف الكبيسي للقوات الثائرة ضد الاحتلال البريطاني ملاذا آمنا في مدينة كبيسة، ثم التحق بالحكومة العربية إلى جانب الملك فيصل الأول في سوريا حيث عين قائدا للدرك في حلب عام 1919. عاد إلى العراق عند بداية تأسيس الدولة العراقية عام 1920.
وصفه الملك فيصل الأول بقوله: «إن رؤوف الكبيسي يدي اليمنى».
في سنة 1929، ألغيت وزارة الأوقاف، وحلت محل الوزارة مديرية الأوقاف العامة، وقد ارتبطت هذه المديرية برئيس الوزراء باعتباره الوزير المسؤول للأوقاف وقد عين عدة مديرين عامين لادارة هذه المديرية، كان أولهم رؤوف الكبيسي.
وفي سنة 1930، طلب رئيس الوزراء نوري السعيد منه أن يتولى إحدى وزارتين كانتا شاغرتين فرفض وقال «حكومة حرامية أنا لا أشترك فيها».
كما شغل مناصب أخرى، مثل متصرف المنتفك (30 أيلول 1921-28 حزيران 1922) والبصرة (1928-1929) وبغداد.

## عائلته
ولده الدكتور باسل الكبيسي أستاذ القانون في الجامعة الأمريكية في بيروت وأحد نشطاء حركة القوميين العرب وأحد كوادر الجبهة الشعبية لتحرير فلسطين.
كما كان له 8 اخوة هم:
1. عبد الرزاق (و. 1852)
2. عبد اللطيف (و. 1872)
3. عبد الله
4. عبد القهار (و. 1887 - ت. 1967)
5. محمد علي
6. عبد الرحيم
7. محمد نجيب
8. عبد الكريم

## قرية رؤوف الكبيسي
تقع قرية رؤوف الكبيسي في منطقة بوب الشام قرب جامع الفحامة في محافظة بغداد.